# George Saunders
George Saunders (Amarillo, 2 dicembre 1958) è uno scrittore e saggista statunitense.
Scrive per il New York Times, il New Yorker, l'Harper's Magazine, e GQ.
Ha inoltre contribuito, fino all'ottobre 2008, alla rubrica settimanale American Psyche del Guardian nell'edizione della domenica.

## Biografia
Saunders è nato ad Amarillo in Texas. È cresciuto nei sobborghi meridionali di Chicago e si è laureato alla Oak Forest High School a Oak Forest,
un sobborgo a sud di Chicago. Nel 1981 Saunders ha ottenuto un Bachelor of Science in ingegneria geofisica alla Colorado School of Mines a Golden in Colorado. Parlando del suo background scientifico, Saunders sostiene che:
Nel 1988, ha conseguito un Master in scrittura creativa alla Syracuse University.
Dal 1989 al 1996, Saunders ha lavorato come redattore tecnico ed ingegnere geofisico per la Radian International. Ha inoltre fatto parte per un certo periodo di una squadra di esplorazione petrolifera a Sumatra. Dal 1997, Saunders insegna scrittura creativa alla Syracuse University, nell'ambito del Master of Fine Arts mentre continua a pubblicare l'attività di scrittore. Ha partecipato al Visiting Writer Series alla Wesleyan University e allo Hope College nel 2010.

### Scrittura
Le storie di Saunders trattano spesso dell'assurdità del consumismo, della cultura corporativa e del ruolo dei mass media nella società moderna. Nonostante molti critici facciano riferimento al tono satirico nei lavori di Saunders, essi pongono anche questioni morali. L'elemento tragicomico presente nei suoi testi, gli ha fruttato paragoni con Kurt Vonnegut, i cui lavori hanno ispirato lo stesso Saunders.
I diritti cinematografici di Il declino delle guerre civili americane sono stati acquistati da Ben Stiller alla fine degli anni '90 anche se il progetto di un film rimane tuttora in sviluppo dalla Red Hour Productions. Saunders ha inoltre scritto una sceneggiatura basata sulla sua storia "Sea Oak".
Saunders è stato in gioventù un oggettivista ma ha gradualmente abbandonato queste posizioni. È uno studioso di Buddismo Nyingma.
Nel 1996 pubblica il suo primo libro CivilWarLand in Bad Decline  (sei racconti e una novella).  Molte delle storie sono apparse inizialmente in forme diverse su varie riviste, tra cui Kenyon Review, Harper's, The New Yorker e Quarterly West.
La sua raccolta di saggi Il megafono spento viene pubblicata il 4 settembre 2007. Durante la campagna promozionale di questo lavoro, Saunders è apparso nei programmi televisivi The Colbert Report e David Letterman Show.
Nel 2013 esce Fox 8, edita come e-book, la storia è stata successivamente pubblicata in copertina rigida da Random House nel novembre 2018. Una novella, in forma epistolare che va dritto al cuore del problema della convivenza fra esseri umani e animali, del rapporto fra la natura e i suoi abitanti.

## Premi e riconoscimenti
Saunders ha vinto il National Magazine Award nella categoria "narrativa" nel 1994, 1996, 2000 e 2004 ed ha ricevuto il secondo premio nel 1997 al Premio O. Henry. La sua prima raccolta di racconti Il declino delle guerre civili americane, è stato finalista nel 1996 al Premio PEN/Hemingway.
Nel 2006 è stato insignito dei prestigiosi premi MacArthur Fellowship e Guggenheim Fellowship. Sempre nel 2006 ha vinto il Premio World Fantasy per il suo racconto breve "CommComm". La sua raccolta di racconti Nel paese della persuasione è stata finalista al Premio The Story nel 2007 (riconoscimento che ha poi vinto nel 2013 con Dieci dicembre, raccolta insignita anche del Premio Rathbones Folio). Nel 2013, ha vinto il Premio PEN/Malamud. Nel 2017 il suo primo romanzo, Lincoln nel Bardo, è stato premiato con il Man Booker Prize e l'anno successivo con il Premio Gregor von Rezzori.

## Opere

### Romanzi e raccolte
- Il declino delle guerre civili americane (CivilWarLand in Bad Decline) (1996), Einaudi, Stile libero, 2005, ISBN 978-88-06-16001-2; poi come Bengodi e altri racconti, Minimum Fax, 2018, ISBN             978-88-7521-669-6
- Pastoralia (2000), Einaudi, Stile libero, 2001, ISBN 978-88-06-15656-5
- (EN) The Brief and Frightening Reign of Phil (2005), Riverhead Books, ISBN 1-59448-152-0
- I tenacissimi sgrinfi di Frip (The Very Persistent Gappers of Frip) (2000), Mondadori, Onde, 2002, ISBN 978-88-04-50913-4 (libro per bambini)
- Nel paese della persuasione (In Persuasion Nation) (2006), Minimum Fax, 2010, ISBN 978-88-7521-260-5
- Volpe 8 (Fox 8) (2013), Feltrinelli, 2019, ISBN 978-88-0703-366-7
- Dieci dicembre (Tenth of December: Stories) (2013), Minimum Fax, 2013, ISBN 978-88-7521-519-4
- Lincoln nel Bardo (Lincoln in the Bardo) (2017), Feltrinelli, 2017, ISBN 978-88-0703-254-7

### Saggi
- (EN) A Bee Stung Me, So I Killed All the Fish (Notes from the Homeland 2003-2006) (2006), Riverhead Books
- Il megafono spento (2007), Minimum Fax, 2009, ISBN 978-88-7521-197-4
- L'egoismo è inutile: elogio della gentilezza (Congratulations, by the Way. Some Thoughts on Kindness) (2014), Minimum Fax, 2014, ISBN 978-88-7521-585-9

### Antologie
- (EN) Fakes: An Anthology of Pseudo-Interviews, Faux-Lectures, Quasi-Letters, "Found" Texts, and Other Fraudulent Artifacts, (2012), Norton & Company, ISBN 978-0-393-34195-9